# Балка Ляпколова
Балка Ляпколова — балка (річка) в Україні в Устинівському районі Кіровоградської області. Ліва притока річки Інгулу (басейн Південного Бугу).

## Опис
Довжина балки приблизно 10,25 км, найкоротша відстань між витоком і гирлом — 9,11  км, коефіцієнт звивистості річки — 1,12 . Формується декількома струмками та загатами. На деяких усачтках балка пересихає.

## Розташування
Бере початок у селі Степанівка. Тече переважно на південний захід і на північно-західній околиці села Мала Ганнівка впадає у річку Інгул, ліву притоку річки Південного Бугу.
Нааселені пункти вздовж берегової смуги: Орлова Балка.

## Цікаві факти
- У селі Степанівка балку перетинає автошлях Т 1216[3] (автомобільний шлях територіального значення в Кіровоградській області. Проходить територією Кропивницького району через Компаніївку — Устинівку. Загальна довжина — 43,5 км.).
- У XX столітті на балці існували скотні двори, електропідстанція, свино-тваринна ферма (СТФ), газгольдери та газові свердловини[2], а у XIX столітті — декілька вітряних млинів[1].